# 351 (szám)
A 351 (római számmal: CCCLI) egy természetes szám, háromszögszám, az első 26 pozitív egész szám összege.

## A szám a matematikában
A tízes számrendszerbeli 351-es a kettes számrendszerben 101011111, a nyolcas számrendszerben 537, a tizenhatos számrendszerben 15F alakban írható fel.
A 351 páratlan szám, összetett szám, kanonikus alakban a 33 · 131 szorzattal, normálalakban a 3,51 · 102 szorzattal írható fel. Nyolc osztója van a természetes számok halmazán, ezek növekvő sorrendben: 1, 3, 9, 13, 27, 39, 117 és 351.
A 351 
- négyzete 123 201,
- köbe 43 243 551,
- négyzetgyöke 18,73499,
- köbgyöke 7,05400,
- reciproka 0,0028490.

A 351 egység sugarú kör 
- kerülete 2205 39804 egység,
- területe 387 047,35651 területegység;

a 351 egység sugarú gömb térfogata 
181 138 162,8 térfogategység.